# 陰莖折斷
陰莖折斷，俗稱斷根，指的是覆蓋陰莖海綿體的白膜其中之一或兩者全部破裂的情況。病因是陰莖勃起後遭到劇烈的打擊，有時也會伴隨著尿道阻斷或陰莖背部神經、靜動脈血管受損。
陰道性交、肛交和粗暴的手淫是最常見的原因。 陰莖折斷後陰莖會迅速疲軟，并伴隨著劇烈疼痛，常常也會出現不同類型的血腫。

## 治療
陰莖折斷屬於醫療應急事故，需要立即進行手術對受損的陰莖進行修復。不進行手術治療可能有10–50%的機率導致勃起功能障礙、永久性陰莖彎曲、尿道受損和性交疼痛。得到有效治療的患者的併發症率為11%。

## 外部連結
- A first-person account of the sensation （页面存档备份，存于） on Everything2
- 2009 Scientific American article featuring interview with Hunter Wessells, chair of the urology department at the University of Washington School of Medicine in Seattle （页面存档备份，存于）
- Jack, Gregory S; Garraway, Isla; Reznichek, Richard; Rajfer, Jacob. . Reviews in Urology. 2004, 6 (3): 114–120  [2020-06-27]. ISSN 1523-6161. PMC 1472832 . PMID 16985591. （原始内容存档于2018-09-04）.